# Міністерство будівництва і територіального планування Хорватії
Міністерство будівництва і територіального планування Республіки Хорватії (хорв. Ministarstvo graditeljstva i prostornog uređenja Republike Hrvatske або MGIPU) — міністерство в уряді Хорватії, яке виконує адміністративні та інші завдання, пов'язані з будівництвом, у тому числі житловим, територіальним плануванням та енергоефективністю.

## Історія
Виникло внаслідок поділу колишнього Міністерства охорони довкілля, територіального планування і будівництва Хорватії на Міністерство охорони довкілля і природи та Міністерство територіального планування і будівництва після приходу до влади наприкінці 2011 року лівоцентристської коаліції, очолюваної Соціал-демократичною партією Хорватії.
У другому уряді Андрея Пленковича перейменоване на Міністерство будівництва, територіального планування і державного майна, поєднавши в собі також функції Міністерства державного майна.

## Діяльність
Міністерство займається такими питаннями:
- територіальне планування Республіки Хорватії та координація просторового розвитку;
- планування, використання і захист простору;
- здійснення міжнародного співробітництва в ділянці територіального планування;
- інспекційна діяльність в галузі територіального планування;
- інформаційно-просвітницька робота у сфері територіального планування (інформаційна система територіального планування);
- відстеження стану справ у галузі та ведення документації з територіального планування Республіки Хорватії;
- надання дозволів на земельні ділянки;
- співробітництво у розробленні документів щодо територіального планування округів, міст і муніципальних утворень з метою забезпечення умов для господарювання, захисту і управління та узгодження діяльності органів державного управління, що беруть участь у підготовці, прийнятті та оформленні документів територіального планування, забезпечення умов розвитку і заохочення підприємницької діяльності юридичних і фізичних осіб у галузі територіального планування, благоустрій населених пунктів та впорядкування і використання землі під забудову;
- адміністративні та інші завдання щодо створення умов для проектування і будівництва об'єктів, будівельні та експлуатаційні дозволи, використання, технічне обслуговування і знесення будівель і споруд, інспекційна діяльність у будівництві;
- адміністративні та інші завдання щодо залучення інструментів і заходів економічної політики до справи розвитку проектувальних послуг у будівництві і будівельних послуг, підприємницька діяльність юридичних і фізичних осіб у галузі будівництва, Хорватської палати архітекторів і інженерів та інших інженерів, що займаються будівництвом; відстеження та аналіз якості будівельних і проектних послуг у будівельній галузі; житлова політика, житлове будівництво та будівництво населених пунктів, реалізація спеціальних програм уряду Хорватії в житловому будівництві; політика, моніторинг і поліпшення стану комунального господарства, здійснення міжнародного співробітництва у галузі будівництва та в житловій сфері.
- діяльність, пов'язана з участю Хорватії в роботі органів Євросоюзу.

Міністерство бере участь у підготовці і здійсненні програм за кошти Європейського Союзу та на основі інших форм міжнародної допомоги в цих галузях.

## Список міністрів
| Міністр                                   | Партія     | Вступ на посаду   | Відхід з посади   |
| ----------------------------------------- | ---------- | ----------------- | ----------------- |
| Мілан Грняк [1]                           | ХДС        | 31 травня 1990    | 4 березня 1991    |
| Іван Цифрич [2]                           | Незалежний | 2 серпня 1991     | 12 серпня 1992    |
| Зденко Каракаш [3]                        | ХДС        | 12 серпня 1992    | 3 квітня 1993     |
| Златко Томчич [3]                         | ХСП        | 3 квітня 1993     | 31 грудня 1994    |
| Марина Матулович-Дропулич [4]             | ХДС        | 27 січня 1995     | 16 грудня 1996    |
| Марко Ширац [4]                           | ХДС        | 16 грудня 1996    | 27 січня 2000     |
| Радимир Чачич [5]                         | ХНП-ЛД     | 27 січня 2000     | 23 грудня 2003    |
| Марина Матулович-Дропулич [6] (2-й строк) | ХДС        | 23 грудня 2003    | 29 грудня 2010    |
| Бранко Бачич [6]                          | ХДС        | 29 грудня 2010    | 23 грудня 2011    |
| Іван Врдоляк                              | ХНП-ЛД     | 23 грудня 2011    | 16 листопада 2012 |
| Анка Мрак-Таріташ                         | ХНП-ЛД     | 16 листопада 2012 | 22 січня 2016     |
| Ловро Кущевич                             | ХДС        | 22 січня 2016     | 9 червня 2017     |
| Предраг Штромар                           | ХНП-ЛД     | 9 червня 2017     | 23 липня 2020     |
| Дарко Хорват [7]                          | ХДС        | 23 липня 2020     | 17 травня 2024    |
| Бранко Бачич [8]                          | ХДС        | 17 травня 2024    | донині            |

### Виноски
1. ↑  Називався міністром будівництва, житлово-комунального робіт і захисту середовища проживання
2. ↑  Називався міністром довкілля, планування місцевості та будівництва
3. ↑  Називався міністром охорони довкілля і будівництва
4. ↑  Міністр планування місцевості, будівництва та житлового господарства
5. ↑  Називався міністром цивільних споруд, будівництва і реконструкції
6. ↑  Міністр охорони довкілля, територіального планування і будівництва
7. ↑  Як міністр будівництва, територіального планування і державного майна
8. ↑  Як міністр будівництва, територіального планування і державного майна